# Frente Islámico Panmalayo

Logo del BERJASA.

El Frente Islámico Panmalayo (en malayo: Barisan Jemaah Islamiah Se-Malaysia; en jawi: باريسن جماعه اسلاميه سمليسا) a menudo conocido por su acrónimo BERJASA, es un partido político islamista de Malasia fundado en 1977 por el entonces Menteri Besar de Kelantan, Muhamed Nasir, bajo la persuasión de la Organización Nacional de Malayos Unidos (UMNO), que no estaba satisfecha con las demandas del Partido Islámico Panmalayo (PAS). Estas demandas incluían disputas internas por el control del estado de Kelantan, y la presión de la UMNO pronto llevó al PAS a retirarse de la coalición oficialista Barisan Nasional (Frente Nacional). En las elecciones federales del año siguiente, la división costó al PAS una gran cantidad de votos en Kelantan: entre los 36 escaños del estado en Kelantan, la UMNO ganó veintitrés, el BERJASA ganó once y el PAS ganó solo dos.
Posteriormente, BERJASA se unió al Barisan Nasional, pero el apoyo al partido se disolvió rápidamente en las siguientes elecciones. En 1989 se alió con el partido del que se había separado, el PAS, y con el Partido Semangat 46 de Tengku Razaleigh Hamzah en la coalición Angkatan Perpaduan Ummah (Movimiento de Unidad Musulmana) obteniendo una histórica victoria en las elecciones estatales de Kelantan, con el partido BERJASA logrando ocupar un escaño en la Asamblea Legislativa. Sin embargo, aunque se mantuvo en la coalición, perdió el escaño en los siguientes comicios, en 1995, y desde entonces no ha vuelto a contar con representación parlamentaria.
En 2017, volvió a unirse a una coalición con el PAS, Gagasan Sejahtera (Idea Próspera). Sin embargo, en las elecciones federales de 2018, solo obtuvo 81 votos exactos y no consiguió escaños.